# Nido 18
Nido 18 fue el nombre en clave que recibió la Casa de la DIFA (Dirección de Inteligencia de la Fuerza Aérea de Chile) y de la DICAR (Dirección de Inteligencia de Carabineros), además de civiles de "Patria y Libertad" un grupo de la extrema derecha, todos ellos agrupados en el llamado "Comando Conjunto". Ubicada en la calle Perú N.º 9053, en el paradero 18 de Avenida Vicuña Mackenna y de ahí el nombre. Fue un centro de detención clandestina cuya finalidad era exclusivamente la tortura. Funcionó entre agosto y octubre de 1975.
Posterior a la dictadura, el Nido 18 funcionó como espacio de apoyo a la niñez y/o hogar de menores en manos de la corporación Servicio País Justicia con foco en las niñeces en situación de calle, hasta 2016.

## Descripción

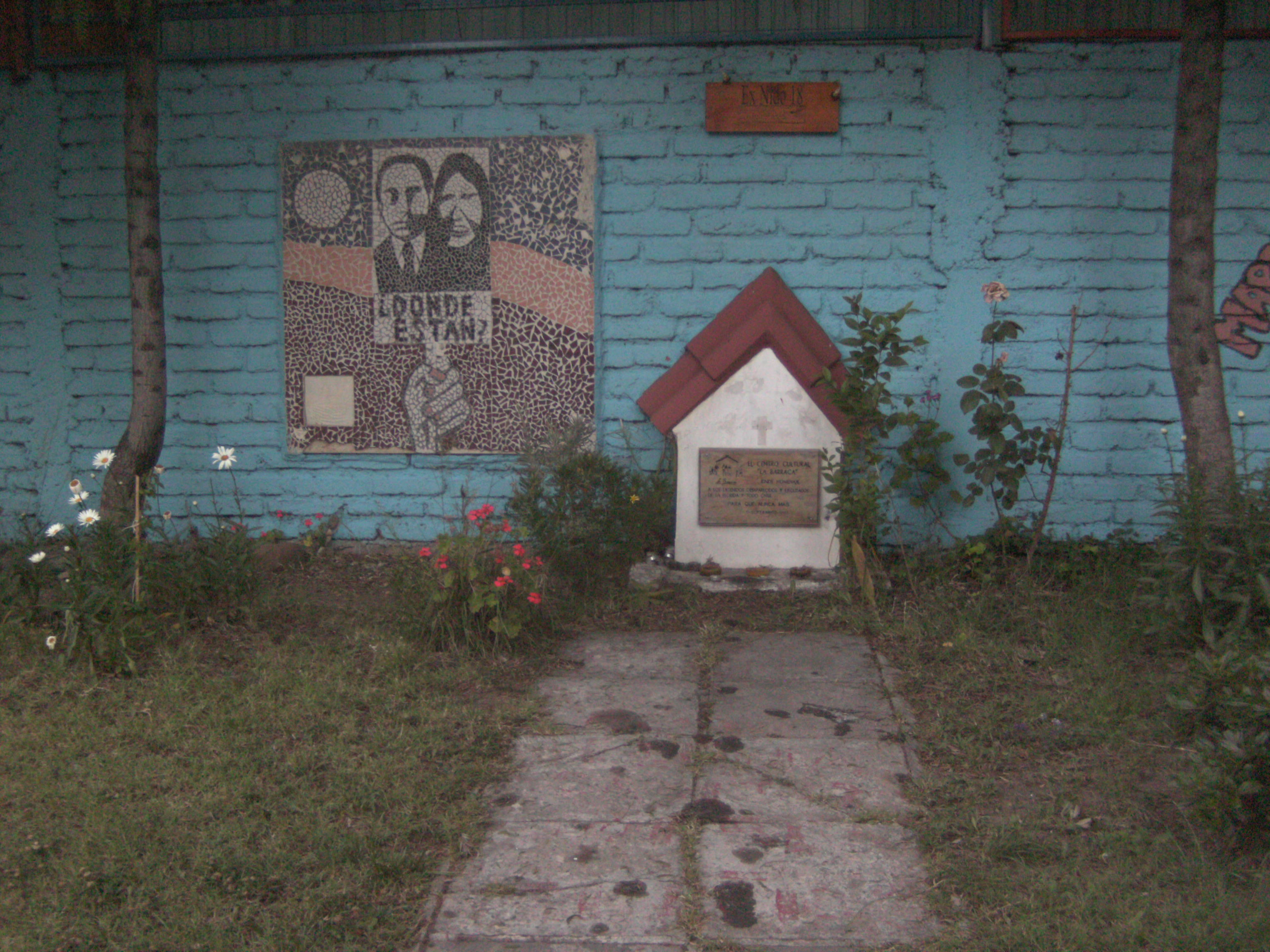
Memorial a las víctimas en su frontis

Durante su funcionamiento como centro de detención y tortura en dictadura, consistió en una casa requisada a un militante del MIR, ubicada en un antiguo barrio completamente residencial. Tenía una reja de fierro en su exterior y una entrada para autos que conducía directamente a un taller mecánico con pequeñas celdas en las que colgaban a los detenidos.
Los detenidos permanecían siempre vendados, privados de alimentos y agua, incomunicados con el mundo exterior, impedidos de dormir y sometidos a constantes interrogatorios. Las torturas más comunes incluían golpizas, aplicación de electricidad, "pau de arara" y simulacros de fusilamiento. Además, eran forzados a mantener posiciones incómodas o colgados de manera constante, y se les obligaba a presenciar las torturas infligidas a otros detenidos.
Los fallecidos debido a la tortura eran trasladados en helicóptero para ser arrojados al mar o enterrados en los terrenos militares de Peldehue.
Tras la dictadura, se logró recuperar el espacio y reapropiarlo bajo una dinámica y valores totalmente contrapuestos, ofreciendo un espacio educativo, seguro y de contención para las niñeces en situación de calle. Resignificando el espacio también de manera física, incorporando murales al interior del sitio que se mantienen hasta la actualidad. 
El Ex-Nido 18 por iniciativa de la corporación Derechos Iguales, se consagra como sitio de memoria el año 2023 tras años de tramitación, recibiendo su placa conmemorativa y funcionando hasta la actualidad gracias a la autogestión.

## Víctimas

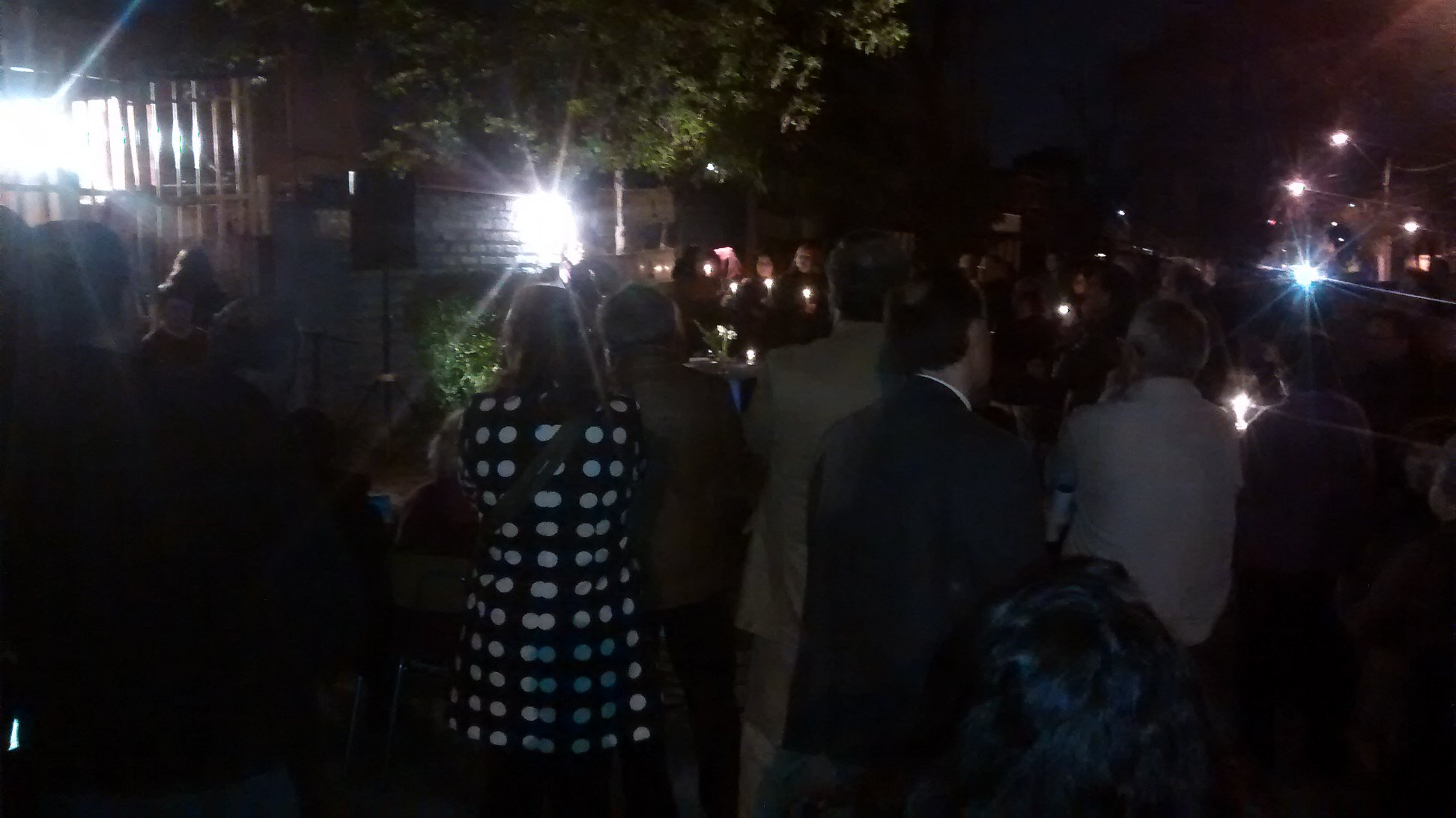
Conmemoración nocturna (velatón) a las víctimas

Algunos de los casos confirmados que fallecieron en tortura en este lugar son:
- Humberto Fuentes Rodríguez
- Luis Moraga Cruz
- Ricardo Weibel Navarrete
- Ignacio González Espinoza
- Miguel Rodríguez Gallardo
- Nicomedes Toro Bravo.
- José Sagredo Pacheco

## Actos conmemorativos

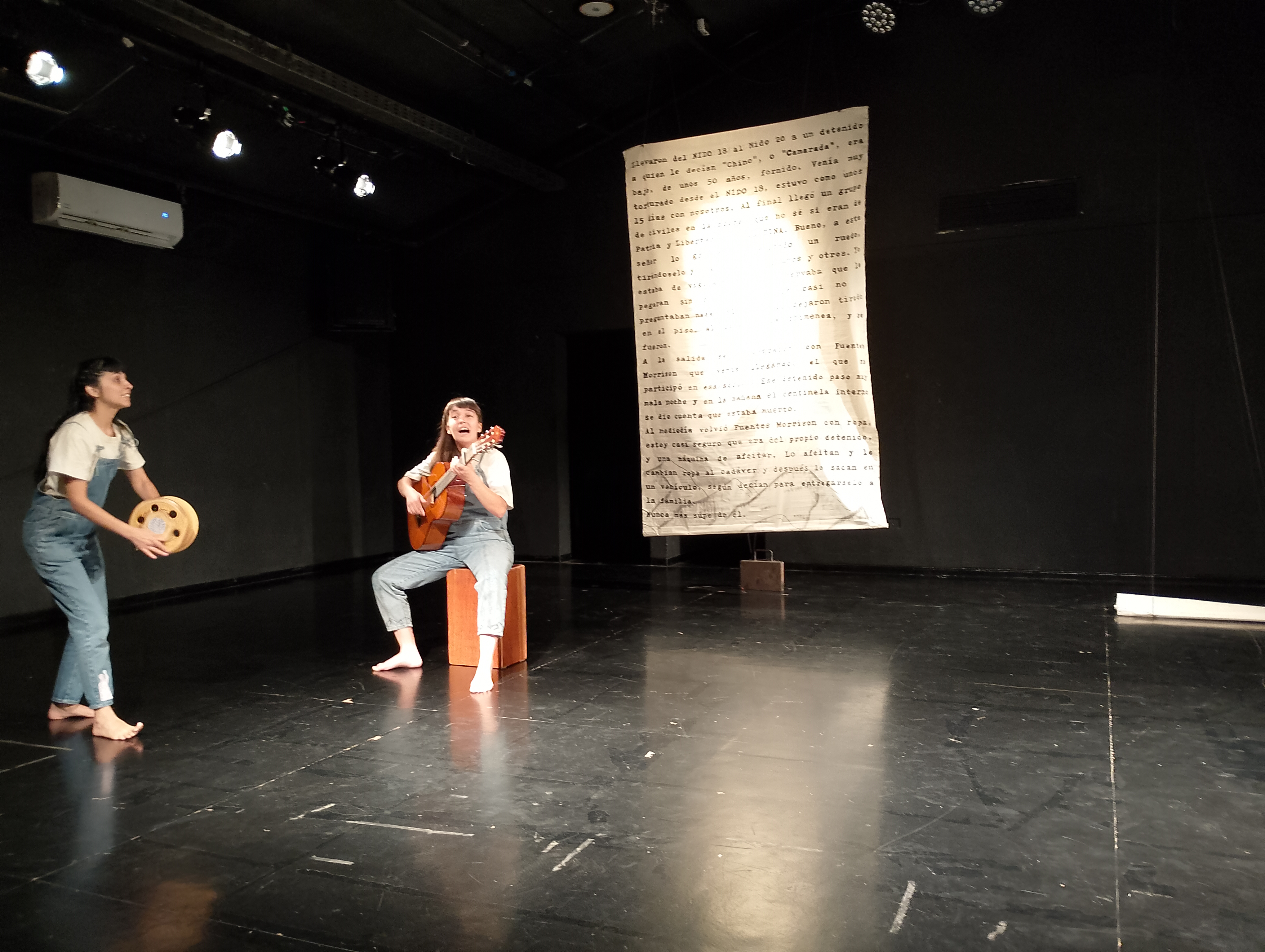
Obra teatral Nido 18

Comúnmente para fechas simbólicas o en efemérides, se realizan actos en el lugar en recuerdo de las víctimas. Con motivo de cumplirse los 42 años del golpe militar, el 11 de septiembre de 2015, se inauguró un nuevo monumento sobre la base de piedra, hierro y madera, diseñado por el artista Gustavo Pérez.
Posteriormente para la conmemoración de los 50 años de la dictadura se llevó a cabo una actividad que contó con la participación de orquestas y bandas, que congregó masivamente a distintas personas del sector y de otros lugares. 
Además, cada año se realizan distintas actividades para fechas significativas, como lo son el día de los patrimonios, el 11 de septiembre, el día internacional de los derechos humanos, entre otras.  

## Influencia cultural
El Colectivo Teatral Alambre de Púas realizó en 2024 la obra teatral "Nido 18" con base en testimonios judiciales de uno de los militares acusados de Crímenes de Lesa Humanidad.

## Actualidad
Hoy en día el sitio de memoria Ex-Nido 18 desarrolla diversas iniciativas orientadas a ampliar su vinculación con la comunidad local. Uno de los ejes principales de este trabajo ha sido resignificar el espacio, buscando superar una representación centrada exclusivamente en la tragedia, donde se propone integrar nuevas formas de uso comunitario, que permitan proyectar al Ex-Nido 18 como un lugar de encuentro, apropiación barrial y participación activa, sin perder el respeto y la memoria por los hechos ocurridos en el lugar.
En este marco, se promueve la apertura del sitio a actividades culturales y recreativas que favorezcan la presencia de niñeces y familias del entorno sin barreras generacionales, ampliando su percepción como un espacio acogedor, cercano y con sentido comunitario. De esta manera, el objetivo es fortalecer el rol del Ex-Nido 18 como proyecto cultural autogestionado, que no solo testimonie el pasado, sino que también aporte a la construcción colectiva de sentidos presentes y futuros, en diálogo con su territorio.